# خرم الإبرة العربي
خرم الإبرة العربي أو ذَحِيَّان عربي نوع من خرم الإبرة عشبة حولية برية. منبتها السواحل الممتدة من فلسطين إلى مصر وليبيا. ساقها مستلقية قليلة الفروع. أوراقها ملوقية مستطيلة. ازهرارها طرفي. أزهارها بيضاء اللون. تنويرها ربيعي.